# معا في ليالي الصيف (فلم)
معاً في ليالي الصيف (بالإنجليزية: Along for the Ride) هو فيلم درامي رومانسي أمريكي لعام 2022، من سيناريو وإخراج صوفيا ألفاريز، يستند إلى رواية تحمل نفس الاسم من تأليف سارة ديسن، ومن بطولة إيما باسارو، بلمونت كاميلي، كايت بوسورث، لورا كاريوكي، آندي ماكدويل وديرموت مولروني، تم إصداره في 6 مايو 2022 من قبل شركة نتفليكس.

## طاقم التمثيل
- إيما باسارو في دور أودن
- بلمونت كاميلي بدور إيلي
- كايت بوسورث بدور هايدي
- لورا كاريوكي بدور ماغي
- آندي ماكدويل في دور فيكتوريا
- ديرموت مولروني بدور روبرت
- جينيفيف هانيليوس في دور ليا
- سامية فينيرتي بدور استير
- بول كرميريان في دور آدم
- ماركوس سكريبنر في دور والاس
- ريكاردو هورتادو في دور جيك

## روابط خارجية
- معا في ليالي الصيف على موقع IMDb (الإنجليزية)
- معا في ليالي الصيف على موقع ميتاكريتيك (الإنجليزية)
- معا في ليالي الصيف على موقع روتن توميتوز (الإنجليزية)
- معا في ليالي الصيف على موقع نتفليكس (الإنجليزية)
- معا في ليالي الصيف على موقع أول موفي (الإنجليزية)
- معا في ليالي الصيف على موقع فيلمافينيتي (الإسبانية)
- معا في ليالي الصيف على موقع قاعدة بيانات الفيلم (الإنجليزية)
- معا في ليالي الصيف على موقع ليتربوكسد (الإنجليزية)
- معا في ليالي الصيف على موقع كينوبويسك (الروسية)